# 公案小说
公案小说是中国古代小说的一种题材分类，从话本故事演变而来，主要描写作案和断案。因为描写断案（包括破案和判案），其中肯定包含作案；所以只要是描写断案的，都是公案小说。但单写作案、不写断案的，不是公案小说。

## 历史
宋代大量笔记中提到说公案。罗烨《醉翁谈录》中把小说分为灵怪、烟粉、传奇、公案、兼朴刀、捍棒、妖术、神仙等八类，首次将公案列举为小说的门类之一。在宋代之前未有相关记载，所以将宋代看作是公案小说的重要转折期，将宋代话本包括元代的公案杂剧视为公案小说的萌芽，将先秦时期执法断案记载和魏晋时期志怪、志人小说视为公案小说的源头。
最早的公案小说专集《百家公案》出现于明朝万历廿二年（1594年），白话文写作，共10卷、100则。篇首《包待制出身源流》中作者明确此集目的仅为消遣。
到清朝中期，公案小说开始向章回化、武侠化。代表作如《施公案》，全书8卷97回，初集成于嘉庆二年（1798年），后来一续、再续，至光绪廿九年（1903年）达528回、100万字。正集以公案为主，续集以武侠打斗为主。
晚清因清廷统治已是风雨飘摇，公案小说大多具有强烈的政治化色彩，针砭时弊作用更大于消遣，例如以公案形式写官场贪污的《山阳巨案》、写各级官吏草菅人命的《绿林变相》等。
1916年福尔摩斯為主角的侦探小說開始以文言文方式出版，西洋的侦探小说开始进入中国，公案小说逐渐退出历史舞台。

## 评价
公案小说研究者，例如黄岩柏认为：公案小说对司法工作人员有参考价值；对于大学中文系学生，有引发“法学兴趣”的作用。
王鼎钧认为，中国的公案小说有太多迷信成分，“包公、彭公那样武断草率，任意推理，信任神话和巧合，过程简单粗糙，也是一种可怕”，公案小说逻辑推理错误百出，远不如欧美的推理小说。

## 主要作品
- 《百家公案》（《包公案》）、《潯江公案》（《施公案》）、《鹿洲公案》（《藍公案》），并称为“三公奇案”，其中《鹿洲公案》（《藍公案》）是用文言文写作。
- 《龙图公案》（《百家公案》的改寫版本）、《狄公案》、《海公案》、《彭公案》、《劉公案》、《郭公案》（郭子章）
- 《三侠五义》
- 《错斩崔宁》